# Rundzungen-Schwertlilie
Die Rundzungen-Schwertlilie (Iris cycloglossa) ist eine Pflanzenart aus der Gattung der Schwertlilien (Iris) innerhalb der Familie der Schwertliliengewächse (Iridaceae).

## Merkmale
Die Rundzungen-Schwertlilie ist eine ausdauernde krautige Pflanze, die Wuchshöhen von meist etwa 40  (20 bis 50) Zentimeter erreicht. Dieser Geophyt bildet Knollen, die oft unzutreffend „Zwiebeln“ genannt werden, als Überdauerungsorgane. Die Wurzeln sind dünn.
Die Blüten sind blauviolett und haben einen Durchmesser von 8 bis 10 Zentimeter. Die Domblätter messen ungefähr 4 × 1,3 Zentimeter. Sie sind verkehrteilanzettlich und zuerst aufrecht, später waagerecht. Die Hängeblätter sind ungefähr 7 Zentimeter lang. Ihr Platte hat einen Durchmesser von 3,5 bis 4 Zentimeter, keinen Kamm und ist rund. Sie ist ungefähr doppelt so breit wie der mehr oder weniger elliptische und geflügelte Nagel. Die Perigonröhre ist 3,5 bis 4,5 Zentimeter lang.
Die Blütezeit liegt im Mai.
Die Chromosomenzahl beträgt 2n = 28.

## Vorkommen
Die Rundzungen-Schwertlilie kommt Südwest-Afghanistan auf feuchten, im Sommer austrocknenden Standorten am Grund von Tälchen in Höhenlagen von 1450 bis 1700 Meter vor.

## Nutzung
Die Rundzungen-Schwertlilie wird selten als Zierpflanze in Rabatten und Steingärten genutzt.

## Belege
- Eckehart J. Jäger, Friedrich Ebel, Peter Hanelt, Gerd K. Müller (Hrsg.): Rothmaler Exkursionsflora von Deutschland Band 5 Krautige Zier- und Nutzpflanzen. Spektrum Akademischer Verlag, Berlin Heidelberg 2008, ISBN 978-3-8274-0918-8.